# Steven Pruitt
Steven Pruitt (sinh ngày 17 tháng 4 năm 1984) là một "Wikipedian" (biên tập viên Wikipedia tình nguyện) người Mỹ đến từ San Antonio, Texas. Anh đã thực hiện nhiều chỉnh sửa trên Wikipedia tiếng Anh hơn bất kỳ biên tập viên nào khác.
Với hơn hai triệu sửa đổi và hơn 35 nghìn bài viết đã tạo, Wikipedian này được Time bình chọn là một trong 25 người có ảnh hưởng nhất trên Internet vào năm 2017, cùng với tổng thống Hoa Kỳ Donald Trump, nhà văn J.K. Rowling và Kim Kardashian – người mẫu nổi tiếng. Pruitt sử dụng tài khoản Wikipedia là Ser Amantio di Nicolao. Anh đã giúp chống lại sự thiên vị có chủ đích trên Wikipedia và xoá bỏ sự bất bình đẳng giới tính, thông qua Women in Red.

## Tiểu sử
Steven Pruitt được sinh ra tại San Antonio, Texas rồi tốt nghiệp trường St. Stephen's & St. Agnes School năm 2002. Pruitt sau đó có bằng lịch sử nghệ thuật tại Cao đẳng William & Mary năm 2006. Những sở thích không liên quan đến Wikipedia của anh ấy gồm cả dàn hợp xướng Capitol Hill Chorale, mà anh cũng tham gia. Anh cũng có niềm hứng thú với opera, lý giải vì sao anh lấy tên tài khoản là "Ser Amantio di Nicolao" – một nhân vật phụ trong vở "Gianni Schicchi" của Giacomo Puccini. Pruitt còn là một nhân viên thuộc Cục Hải quan và Biên phòng Hoa Kỳ ở vị trí cán bộ hồ sơ và thông tin. Anh cũng rất quan tâm đến lịch sử.

## Công việc trên Wikipedia
Tài khoản của Pruitt được tạo vào năm 2006, khi anh đang học năm cuối cao đẳng. Trước đó, anh cũng đã tạo bài viết đầu tiên – Peter Francisco, một tổ tiên của chính Pruitt. Đến nay tài khoản Ser Amantio di Nicolao có 4,7 triệu sửa đổi, nhiều hơn bất cứ thành viên nào tại Wikipedia tiếng Anh. Anh ấy đã vượt qua biên tập viên Justin Knapp với số chỉnh sửa nhiều nhất vào năm 2015. Anh ấy tin rằng anh ấy đã thực hiện lần chỉnh sửa đầu tiên  lên Wikipedia vào tháng 6 năm 2004. Các chỉnh sửa Wikipedia của anh  bao gồm việc tạo các bài viết về hơn 200 phụ nữ, để chống lại sự bất bình đẳng giới tính trên Wikipedia.
Anh được vinh danh là một trong "25 người có ảnh hưởng nhất trên Internet" của tạp chí Time vào năm 2017. Đầu năm 2019, đài truyền hình CBS News của Hoa Kỳ dành riêng cho anh một bản tin.